# Chuột chũi Père David
Chuột chũi Père David, tên khoa học Talpa davidiana, là một loài động vật có vú trong họ Talpidae, bộ Soricomorpha. Loài này được Milne-Edwards mô tả năm 1884. Talpa davidiana là loài cực kỳ nguy cấp do môi trường sống ngày một bị thu hẹp.